# L'Apprenti épouvanteur
L'Apprenti épouvanteur (titre original : The Spook's Apprentice) est le premier tome de la série L'Épouvanteur signée Joseph Delaney. Paru en 2004, il est suivi de La Malédiction de l'épouvanteur.

## Résumé

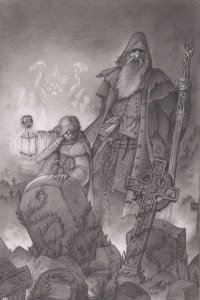
The spook par Allan Barbeau

Thomas J. Ward, jeune garçon de presque treize ans, septième fils d'un septième fils, est confié à l'Épouvanteur John Gregory pour devenir apprenti dans ce dangereux métier.
Sa mère en a décidé ainsi, assurant à l’Epouvanteur que Tom serait son meilleur apprenti.
Pour savoir s'il est courageux, l'Épouvanteur laisse Tom un soir, seul dans une maison hantée, avec une chandelle pour s'éclairer dans le noir. De plus, il lui confie la mission de se rendre à minuit dans la cave pour y affronter la chose qui s'y cache !
L'Épouvanteur décide de garder Thomas en période d'essai. Il emmène le garçon dans sa maison, à Chippenden (qui correspond à la ville de Chipping[Laquelle ?], en Angleterre). Là, il lui enseigne ce qu'il faut savoir sur les gobelins et les sorcières, ainsi que le latin.
Tout se passe bien jusqu'à ce que Tom rencontre Alice, une jeune fille qui lui rend service face aux garçons du village. Elle fait fuir les voyous en leur annonçant que sa tante, Lizzie l'Osseuse, est revenue aux alentours de Chippenden. Alice va alors lui demander un service en retour : donner un gâteau chaque nuit à une pauvre sorcière affamée, emprisonnée dans le jardin de l'Épouvanteur. Mais la deuxième nuit, alors qu'il vient juste de lâcher la friandise (en fait constituée de sang d'Alice) Tom découvre que les barreaux de fer qui fermaient la fosse de la sorcière ont été tordus et se rend compte que les gâteaux rendent la sorcière plus forte si bien qu'elle s'enfuit la deuxième nuit.
Or, cette sorcière n'est autre que la Mère Malkin, une des plus dangereuses et maléfiques sorcières ayant jamais hanté le Comté. Après l'avoir libérée, Tom se rend compte de toute l'horreur de la situation. L'Épouvanteur étant parti pour Pendle (ville du Comté à quelques jours de marche de Chippenden) pour une affaire, l'apprenti décide de régler lui-même le problème. Il arrive à tuer la sorcière à l'aide d'un bâton de sorbier (bois très efficace contre les sorcières) et en la faisant reculer dans un ruisseau (dans cet univers, les pernicieuses, sorcières mauvaises, sont affaiblies par l'eau courante, le sel, le fer et surtout l'argent), manquant de périr lui aussi.
Néanmoins une sorcière aussi puissante revient d'entre les morts facilement. Tom est entre-temps capturé par Tusk (le fils de Mère Malkin) et Lizzie. Abandonné au fond d'un trou, il sera secouru par Alice. Ceux-ci s'enfuient alors, bientôt poursuivis par Lizzie et Tusk. Mais l'Épouvanteur revient à temps pour tuer Tusk et entraver Lizzie.
Plus tard, Tom et Alice sont de passage à la ferme du garçon. C'est alors que la Mère Malkin resurgit, en prenant possession du boucher ayant comme surnom groin groing.
Mère Malkin souhaite se venger de Tom mais elle sera affaiblie par Alice et finira mangée par les cochons.

## Adaptation

### Bande dessinée
L'Apprenti épouvanteur, bande dessinée inspirée du roman, écrite par Pierre Oertel et dessinée par Benjamin Bachelier, est sortie en 2023 aux éditions Bayard Jeunesse.